# Stephan Ambrosius
Stephan Kofi Ambrosius (* 18. Dezember 1998 in Hamburg) ist ein ghanaisch-deutscher Fußballspieler. Der Innenverteidiger steht seit 2024 beim FC St. Gallen in der Schweiz unter Vertrag.

## Familie und Herkunft
Ambrosius wurde als Sohn ghanaischer Eltern in Hamburg geboren und wuchs im Stadtteil Wilhelmsburg auf. Sein älterer Bruder Michael (* 1996) ist ebenfalls Fußballspieler. Sein Zweitname Kofi bedeutet, dass er an einem Freitag geboren wurde.

## Karriere

### Im Verein
Ambrosius begann im Alter von 5 Jahren, im Verein Fußball zu spielen. Über Einigkeit Wilhelmsburg, den SV Wilhelmsburg und den FC St. Pauli wechselte er 2012 im Alter von 13 Jahren in das Nachwuchsleistungszentrum des Hamburger SV. Beim HSV durchlief er bis 2017 alle Jugendmannschaften und spielte u. a. in der B-Junioren- und A-Junioren-Bundesliga. Nachdem er die Junioren durchlaufen hatte, gelang ihm zur Saison 2017/18 nicht direkt der Sprung in den Profikader. Der 18-Jährige wurde stattdessen in den Kader der zweiten Mannschaft integriert. Dort entwickelte sich Ambrosius in der viertklassigen Regionalliga Nord auf Anhieb zum Stammspieler in der Innenverteidigung.
Anfang Februar 2018 wurde Ambrosius von Bernd Hollerbach in den Profikader befördert. Am 10. Februar 2018 stand er erstmals im Spieltagskader für ein Bundesligaspiel, wurde bei der 0:2-Niederlage des HSV bei Borussia Dortmund jedoch nicht eingewechselt. Sein Bundesligadebüt gab er am 31. März 2018 im Auswärtsspiel unter Christian Titz, der bis Anfang März die zweite Mannschaft trainiert hatte, gegen den VfB Stuttgart, als er zur Startelf gehörte und in der Halbzeitpause ausgewechselt wurde. Bis zum Saisonende folgte kein weiterer Einsatz in der Profimannschaft, die in die 2. Bundesliga abstieg. Für die zweite Mannschaft kam er in 20 Spielen zum Einsatz und erzielte ein Tor.
Zur Saison 2018/19 unterschrieb Ambrosius einen bis zum 30. Juni 2021 laufenden Profivertrag. In der Hinrunde war er hinter Rick van Drongelen, David Bates und Léo Lacroix der vierte fitte etatmäßige Innenverteidiger und kam weder bei Titz noch unter dessen Nachfolger Hannes Wolf zu einem Einsatz in der 2. Bundesliga, stattdessen spielte er einmal im DFB-Pokal und 15-mal in der zweiten Mannschaft in der Regionalliga Nord. Im Dezember 2018 zog sich Ambrosius einen Kreuzbandriss im rechten Knie zu und fiel bis zum Saisonende aus.
Vor der Saison 2019/20 wurde Ambrosius vom neuen Cheftrainer Dieter Hecking in die zweite Mannschaft versetzt. Dort etablierte er sich sofort wieder als Stammspieler. Im Februar 2020 kehrte Ambrosius in das Training der Zweitligamannschaft zurück, da Gideon Jung nach der Verletzung von Adrian Fein im defensiven Mittelfeld gebraucht wurde und neben den etatmäßigen Innenverteidigern Rick van Drongelen und Timo Letschert nur noch Ewerton zur Verfügung stand. Nachdem Jung am 24. Spieltag die gelb-rote Karte erhalten und Ewerton sich langfristig verletzt hatte, stand Ambrosius am 25. Spieltag erstmals wieder im Spieltagskader der ersten Mannschaft. Am letzten Spieltag kam er bei der 1:5-Heimniederlage gegen den SV Sandhausen in der 2. Halbzeit zu seinem einzigen Saisoneinsatz und bekam vom Kicker mit einem „befriedigend“ die beste Note eines Feldspielers in einer desolaten HSV-Mannschaft. In der Regionalliga kam Ambrosius bis zum Saisonabbruch aufgrund der COVID-19-Pandemie zu 17 Einsätzen (15-mal von Beginn).
Mit dem Beginn der Saison 2020/21 wurde Ambrosius unter dem neuen Cheftrainer Daniel Thioune Stammspieler und bildete in der Hinrunde in einer Viererkette zumeist mit dem Neuzugang Toni Leistner die Innenverteidigung. Anfang Januar 2021 verlängerte der 22-Jährige seinen zum Saisonende auslaufenden Vertrag bis zum 30. Juni 2024. Nach dem 19. Spieltag äußerte Thioune nach dem längerfristigen verletzungsbedingten Ausfall von Leistner über Ambrosius: „Der Einzige, der momentan gesetzt ist, ist Stephan. Er bringt Stabilität in unsere Abwehrkette. Alle können sich gern an ihm orientieren.“ Ende April 2021 zog sich Ambrosius erneut einen Kreuzbandriss zu, wieder im rechten Knie. Zuvor war er bis zum 30. Spieltag in 26 Ligaspielen zum Einsatz gekommen, stets in der Startelf.
Ab Anfang Januar 2022 kehrte Ambrosius schrittweise in das Mannschaftstraining zurück; ein erster Einsatz wurde für März prognostiziert. Ab Anfang März 2022 konnte er jedoch wegen muskulären Problemen nur noch individuell trainieren. Mitte April 2022 stand der Innenverteidiger nach fast einem Jahr wieder im Spieltagskader, wurde jedoch nicht eingewechselt. Bis zum Saisonende folgten unter Tim Walter, der in der Innenverteidigung auf Mario Vušković sowie den Kapitän Sebastian Schonlau vertraute und unter dem Jonas David die erste Alternative auf der Position war, keine weiteren Kadernominierungen, sodass Ambrosius in der Saison 2021/22 ohne Einsatz blieb.
Auch nach der Sommervorbereitung 2022 blieb Ambrosius hinter Vušković, Schonlau und David die vierte Wahl auf der Innenverteidigerposition. An den ersten vier Spieltagen der Saison 2022/23 stand er lediglich einmal im Spieltagskader und auch in der ersten Runde des DFB-Pokals wurde er nicht berücksichtigt. Vor dem 5. Spieltag wechselte der Deutsch-Ghanaer bis zum Saisonende auf Leihbasis zum Ligakonkurrenten Karlsruher SC. Dort stand Ambrosius beim ersten Spiel am 20. August 2022 direkt in der Startelf, was sein erstes Pflichtspiel seit dem 25. April 2021 bedeutete. Bis zur Winterpause war der Innenverteidiger unter Christian Eichner Stammspieler und absolvierte 11 Zweitligaspiele (alle in der Startelf). Anschließend verlor er jedoch seinen Stammplatz und kam nur noch vereinzelt zum Einsatz. Am Saisonende standen 18 Zweitligaspiele zu Buche (16-mal von Beginn).
Zur Saison 2023/24 kehrte Ambrosius zum HSV zurück. Im Sommer 2024 wurde sein Vertrag nicht verlängert und er verließ den Verein. Kurze Zeit später verpflichtete ihn dann Superligist FC St. Gallen aus der Schweiz.

### In der Nationalmannschaft
Ambrosius konnte zwischen dem DFB und dem ghanaischen Fußballverband wählen. Aufgrund zahlreicher Absagen, auf seiner Position von Nico Schlotterbeck und Maxim Leitsch, wurde der Innenverteidiger Anfang Oktober 2020 von Stefan Kuntz für die wenige Tage später anstehenden Länderspiele der deutschen U21-Nationalmannschaft nachnominiert. Da Ambrosius bei der U21 positiv auf das SARS-CoV-2-Coronavirus getestet worden war, konnte er jedoch nicht an den Qualifikationsspielen zur U21-Europameisterschaft 2021 gegen Moldau und Bosnien und Herzegowina mitwirken. Ambrosius debütierte schließlich als Einwechselspieler im Länderspiel gegen Slowenien am 12. November 2020 und verschuldete den Elfmeter zum 1:1 Endstand.
Im März 2021 nominierte Stefan Kuntz den 22-Jährigen für die U21-Europameisterschaft 2021 in Slowenien und Ungarn, die aufgrund der COVID-19-Pandemie in zwei Teilen stattfand. Während die Vorrunde in der März-Länderspielpause ausgetragen wurde, fand die K.-o.-Runde erst Ende Mai bis Anfang Juni statt. Auch der ghanaische Trainer Charles Akonnor nominierte Ambrosius für die Afrika-Cup-Qualifikationsspiele der ghanaischen A-Nationalmannschaft Ende März. Ambrosius entschied sich für die Teilnahme an der U21-EM, ließ seine endgültige Entscheidung, für welchen Verband er in Zukunft spielen werde, aber offen. Bei den drei Vorrundenspielen der U21-Europameisterschaft 2021 blieb der Innenverteidiger ohne Einsatz. Die K.-o.-Runde verpasste er aufgrund seines Ende April 2021 erlittenen Kreuzbandrisses. Die deutsche Mannschaft wurde ohne ihn U21-Europameister.
Im Juli 2022 gab der ghanaische Fußballverband bekannt, dass Ambrosius künftig für die ghanaische Nationalmannschaft spielen werde. Der Nationaltrainer Otto Addo nominierte ihn daraufhin für die Testspiele im September 2022, die die letzten vor der Nominierung des Kaders für die Weltmeisterschaft 2022 in Katar waren. Er kam jedoch weder gegen Brasilien noch gegen Nicaragua zum Einsatz. Anfang November 2022 wurde Ambrosius in den vorläufigen 55-köpfigen WM-Kader berufen, zog sich aber wenige Tage später eine Oberschenkelverletzung zu, die eine mögliche WM-Teilnahme unmöglich machte. Am 12. September 2023 debütierte er schließlich unter dem neuen Nationaltrainer Chris Hughton, als er bei einem 3:1-Testspielsieg gegen Liberia zur zweiten Halbzeit eingewechselt wurde.

## Titel
- U21-Europameister: 2021 (ohne Einsatz)